# Дюк Кітс
Дюк Кітс (англ. Duke Keats, нар. 21 березня 1895, Монреаль — пом. 16 січня 1972, Вікторія) — канадський хокеїст, що грав на позиції центрального нападника. Згодом — хокейний тренер.
Член Зали слави хокею з 1958 року. 

## Ігрова кар'єра
Хокейну кар'єру розпочав 1915 року виступами за команду «Торонто Блюшертс» в НХА.
Протягом професійної клубної ігрової кар'єри, що тривала 20 років, захищав кольори команд «Торонто Блюшертс», «Едмонтон Ескімос», «Бостон Брюїнс», «Детройт Кугарс» та «Чикаго Блек Гокс».
Загалом провів 82 матчі в НХЛ.

## Тренерська робота
1926 року розпочав тренерську роботу в НХЛ. Робота обмежилась з командою «Детройт Кугарс».

## Статистика
| Сезон         | Клуб               | Ліга          | Регулярний сезон | Регулярний сезон | Регулярний сезон | Регулярний сезон | Регулярний сезон | Плей-оф | Плей-оф | Плей-оф | Плей-оф | Плей-оф |
| Сезон         | Клуб               | Ліга          | І                | Г                | П                | О                | ШХ               | І       | Г       | П       | О       | ШХ      |
| ------------- | ------------------ | ------------- | ---------------- | ---------------- | ---------------- | ---------------- | ---------------- | ------- | ------- | ------- | ------- | ------- |
| 1915–16       | «Торонто Блюшертс» | НХА           | 24               | 22               | 7                | 29               | 112              | —       | —       | —       | —       | —       |
| 1916–17       | «Торонто Блюшертс» | НХА           | 13               | 15               | 3                | 18               | 54               | —       | —       | —       | —       | —       |
| 1919–20       | «Едмонтон Ескімос» | Big-4         | 12               | 18               | 14               | 32               | 41               | 2       | 2       | 2       | 4       | 2       |
| 1920–21       | «Едмонтон Ескімос» | Big-4         | 15               | 23               | 6                | 29               | 36               | —       | —       | —       | —       | —       |
| 1921–22       | «Едмонтон Ескімос» | ЗКХЛ          | 25               | 31               | 24               | 55               | 47               | 2       | 0       | 1       | 1       | 6       |
| 1922–23       | «Едмонтон Ескімос» | ЗКХЛ          | 25               | 24               | 13               | 37               | 72               | 4       | 2       | 2       | 4       | 4       |
| 1923–24       | «Едмонтон Ескімос» | ЗКХЛ          | 29               | 19               | 12               | 31               | 41               | —       | —       | —       | —       | —       |
| 1924–25       | «Едмонтон Ескімос» | ЗКХЛ          | 28               | 23               | 9                | 32               | 63               | —       | —       | —       | —       | —       |
| 1925–26       | «Едмонтон Ескімос» | ЗХЛ           | 30               | 20               | 9                | 29               | 134              | 2       | 0       | 0       | 0       | 28      |
| 1926–27       | «Бостон Брюїнс»    | НХЛ           | 17               | 4                | 7                | 11               | 20               | —       | —       | —       | —       | —       |
| 1926–27       | «Детройт Кугарс»   | НХЛ           | 25               | 12               | 1                | 13               | 32               | —       | —       | —       | —       | —       |
| 1927–28       | «Детройт Кугарс»   | НХЛ           | 5                | 0                | 2                | 2                | 6                | —       | —       | —       | —       | —       |
| 1927–28       | «Чикаго Блекгокс»  | НХЛ           | 32               | 14               | 8                | 22               | 55               | —       | —       | —       | —       | —       |
| 1928–29       | «Чикаго Блекгокс»  | НХЛ           | 3                | 0                | 1                | 1                | 0                | —       | —       | —       | —       | —       |
| 1928–29       | «Талса Ойлерс»     | AXA           | 39               | 22               | 11               | 33               | 18               | 4       | 0       | 1       | 1       | 10      |
| 1929–30       | «Талса Ойлерс»     | AXA           | 3                | 2                | 2                | 4                | 2                | —       | —       | —       | —       | —       |
| 1930–31       | «Талса Ойлерс»     | AXA           | 43               | 14               | 10               | 24               | 44               | 4       | 0       | 1       | 1       | 6       |
| 1932–33       | «Едмонтон Ескімос» | ЗКХЛ          | 25               | 8                | 7                | 15               | 146              | 8       | 1       | 4       | 5       | 0       |
| 1933–34       | «Едмонтон Ескімос» | ПЗХЛ          | 25               | 8                | 6                | 14               | 8                | 2       | 0       | 0       | 0       | 2       |
| Усього в НХА  | Усього в НХА       | Усього в НХА  | 37               | 37               | 10               | 47               | 166              | 0       | 0       | 0       | 0       | 0       |
| Усього в ЗКХЛ | Усього в ЗКХЛ      | Усього в ЗКХЛ | 137              | 117              | 67               | 184              | 357              | 8       | 2       | 3       | 5       | 38      |
| Усього в НХЛ  | Усього в НХЛ       | Усього в НХЛ  | 82               | 30               | 19               | 49               | 113              | 0       | 0       | 0       | 0       | 0       |

## Тренерська статистика
| Команда          | Сезон   | Регулярний сезон | Регулярний сезон | Регулярний сезон | Регулярний сезон | Регулярний сезон | Регулярний сезон | Плей-оф   |
| Команда          | Сезон   | І                | В                | П                | Н                | О                | Місце            | Результат |
| ---------------- | ------- | ---------------- | ---------------- | ---------------- | ---------------- | ---------------- | ---------------- | --------- |
| «Детройт Кугарс» | 1926–27 | 11               | 2                | 7                | 2                | (28)             | 5-е в АД         | не вийшли |